# Beringhauser Tunnel
Der Beringhauser Tunnel  ist ein Eisenbahntunnel an der Oberen Ruhrtalbahn von Hagen bis Warburg. Er befindet sich westlich von Beringhausen im Tal der Hoppecke, 7 km südwestlich von Marsberg. Er ist 236 m lang. Er durchstößt Gesteine aus dem Devon. Am westlichen Eingang befindet sich das Naturschutzgebiet Bärenhohlklippen.